# Цопф, Герман
Герман Цопф (нем. Hermann Zopff; 1 июня 1826, Глогау, Силезия — 12 июля 1883, Лейпциг) — немецкий композитор.

## Биография
Первоначально изучал земледелие в Бреслау и Берлине, однако в 1850 году с открытием Городской консерватории Берлина (будущей Консерватории Штерна) поступил в неё для изучения композиции под руководством Адольфа Бернхарда Маркса, учился также игре на фортепиано у Теодора Куллака. Затем преподавал там же теорию музыки, позднее некоторое время руководил в Берлине собственной музыкальной школой. С 1864 года был привлечён Францем Бренделем к сотрудничеству в Новой музыкальной газете, в связи с чем переехал в Лейпциг; после смерти Бренделя в 1868 году стал её соредактором. Преподавал в Лейпцигской консерватории (среди его учеников, в частности, Феликс Вайнгартнер).
Цопф был сторонником и последователем Рихарда Вагнера, в том числе построении оперы на основе лейтмотива. Кроме масштабных опер «Иуда Маккавей» (1879), «Мухаммед», «Константин» и «Карломан» ему принадлежат многочисленные хоровые и вокальные сочинения, симфоническая поэма «Телль», фортепианные пьесы. Помимо музыкальных произведений оставил множество статей о музыке, монографию «Основы теории оперы» (нем. Grundzüge einer Theorie der Oper; 1868), книгу «Начинающий дирижёр» (нем. Der Angehende Dirigent; 1881) и др. Как отмечал в 1900 году Музыкальный словарь Гроува, Цопф «сочетал логичность, точность и добросовестность в своей работе с добротой, щедростью и гостеприимством в своей общественной деятельности».